# Neder Randlev
Neder Randlev er en by i Østjylland med 210 indbyggere  (2024), beliggende 24 km syd for Aarhus og 3 km sydøst for kommunesædet Odder. Byen hører til Odder Kommune og ligger i Region Midtjylland.
Neder Randlev hører til Randlev Sogn. Randlev Kirke ligger i landsbyen Over Randlev 2 km syd for Neder Randlev.

## Faciliteter
I 2011 lukkede Odder kommune den kommunale Randlevskole 2 km sydøst for byen. Samme år genopstod den som friskole. I 2013 lukkede den kommunale børnehave overfor skolen. Samme år åbnede en ny Fribørnehave, der blev integreret i skolebygningen og har plads til 25 børn. Randlev-Boulstrup Idrætsforening (RBIF) tilbyder badminton, fodbold, dans og gymnastik mv. og benytter bl.a. Randlevskolens gymnastiksal.

## Historie

### Jernbanen
Da Hads-Ning Herreders Jernbane (HHJ) åbnede 19. juni 1884, fik Neder Randlev fra starten en stationsbygning, men man kan næppe kalde det en station, snarere et billetsalgssted, for først i 1892 kunne der ekspederes stykgods. Det blev en succes, så der skulle bygges pakhus og i 1904 anlægges sidespor til henstilling af godsvogne under losning og lastning – begge dele mod at beboerne betalte en del af omkostningerne.
I 1904 beskrives Neder Randlev således: "Neder-Randlev med Jærnbanehpl., 3 Købmandshdl. og Mølle;"
Ndr. Randlev, som der stod på stationsskiltet, blev i 1939 nedrykket til ekspeditricestation og 1. juni 1969 nedrykket til trinbræt.
Odder-Hov-banen blev nedlagt 21. maj 1977. Stationsbygningen er bevaret på Balshavevej 71. Banetracéet er bevaret gennem det meste af byen.